# Leptotarsus (Longurio) pulverosus
Leptotarsus (Longurio) pulverosus is een tweevleugelige uit de familie langpootmuggen (Tipulidae). De soort komt voor in het Palearctisch gebied.